# Basilica di San Sabino
La basilica di San Sabino (già cattedrale) è il principale luogo di culto cattolico di Canosa di Puglia e monumento nazionale italiano.
Venne edificata in età longobarda (VII-VIII secolo) per volere del duca Arechi II, dopo l'abbandono dei siti paleocristiani di San Leucio e San Pietro. Dedicata inizialmente ai Santi Giovanni e Paolo, fu intitolata a san Sabino il 7 settembre 1101, ad opera di papa Pasquale II, circa quattrocento anni dopo la traslazione delle spoglie del Santo nella cripta sottostante per mezzo del vescovo Pietro il 1º agosto di un anno imprecisato del secolo VIII. Fu riconosciuta come cattedrale nel 1916 da papa Benedetto XV.

## Storia
Inizialmente la pianta della basilica era (ed è tuttora) a croce latina, coperta da cinque cupole basse a vela e un'abside (illuminata da tre finestre, la cui centrale è ricoperta da una vetrata raffigurante il patrono), chiaro esempio di stile romanico-bizantino: al di sotto del presbiterio si accedeva alla cripta, reliquiario del Santo. Le cinque volte poggiano su arcate sorrette da complessive diciotto colonne di marmi persichino, granito e cipollino: queste ultime (sei), con capitelli corinzi, furono recuperate da monumenti ormai devastati. Priva di affreschi e pavimentata con marmo bianco, la cattedrale giace a tre metri al di sotto della piazza dalla quale si accede.
Dopo il terremoto del 1851, la cattedrale rimase danneggiata: all'imponente opera di restauro proseguì un deciso ampliamento coordinato dall'architetto Federico Santacroce che già si occupò qualche anno prima della facciata della Cattedrale di Andria: venne allungato il "piede" della pianta a croce latina, ricostruita la facciata in tufo locale (con costruzione del campanile laterale, a tre livelli con torretta ottagonale sovrastata da cupolina semisferica) con tre portali, ognuno dei quali in corrispondenza delle navate, a loro volta integrate da 8 cappelle nella zona più antica.
Nel 2005 è terminato il lungo restauro della chiesa, iniziato alla fine del XX secolo.

## Descrizione

### Arte e architettura

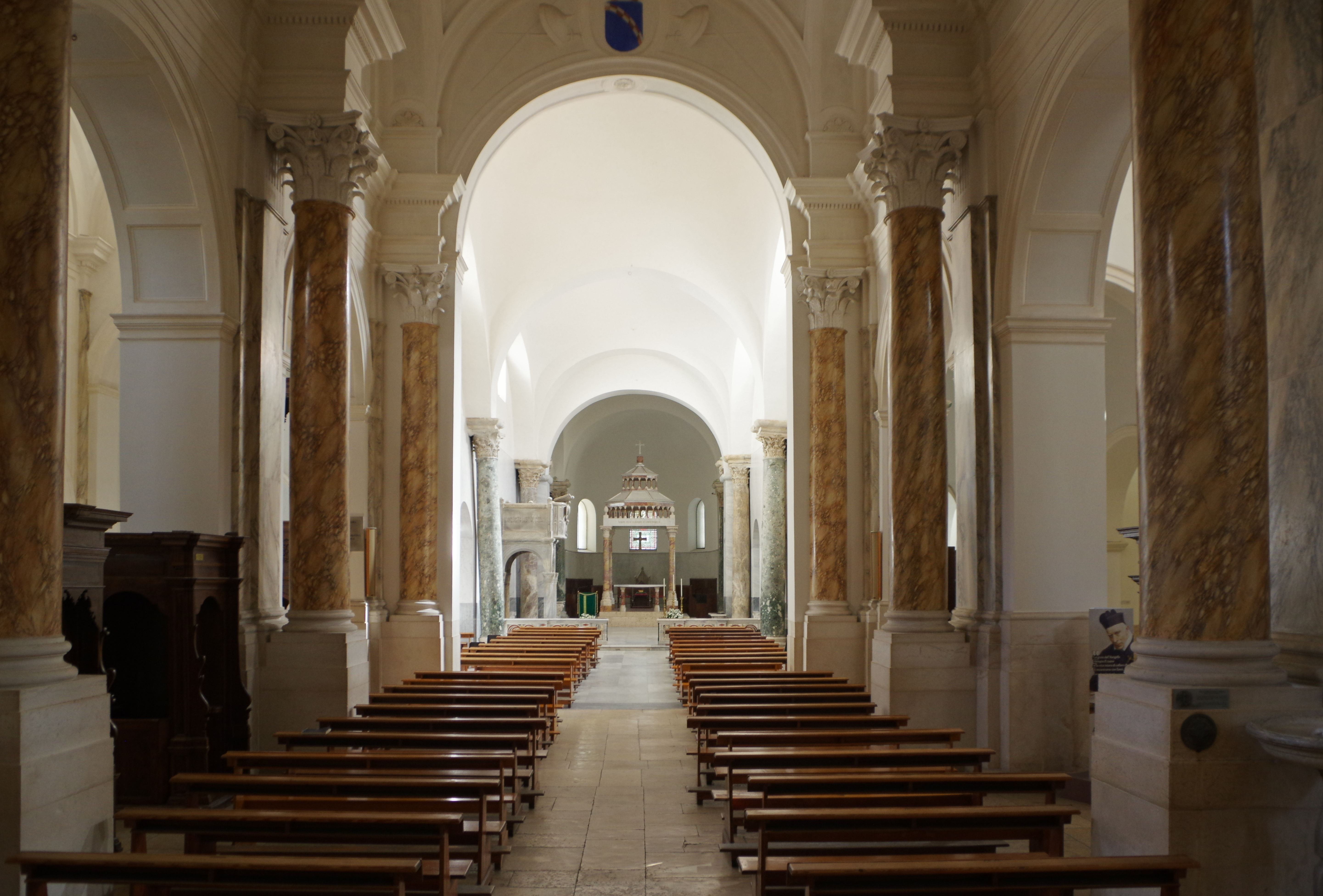
Navata centrale della Basilica di San Sabino. In alto si può notare lo stemma della casata degli Altavilla.

La cattedrale, nella quale si accede dopo una breve discesa, presenta sull'architrave centrale della costruzione ampliata il simbolo degli Altavilla. Le cappelle corrispondenti alla navata destra, intercomunicanti, contengono nell'ordine: una fonte battesimale, per ciò che riguarda la prima dall'ingresso; un altare e una tavola (affrescata da Luigi Liberato Buonvino) dedicati alla protettrice Madonna della Fonte la cui icona pervenne dopo la Prima Crociata nel paese dauno, nella seconda, nonché le porte bronzee dell'adiacente mausoleo di Boemondo; la statua lignea e una tela raffigurante sant'Alfonso Maria de' Liguori e il sepolcro del beato padre Antonio Maria Losito (1838-1917) nella terza. Un crocifisso di legno di metà XX secolo, seguito da una recente scultura intagliata in un tronco d'albero dedicata a papa Giovanni Paolo II, anticipano l'ingresso alla sequenza di cappelle.
Sulla navata sinistra, invece, un simulacro di san Sabino in resina anticipa le tre cappelle seguenti: la prima contenente il tesoro, composto da reliquie, calici, crocifissi e un busto in argento del santo, chiusa da una grata di ferro; la seconda dedicata a sant'Antonio (ma con tela rappresentante san Francesco d'Assisi); la terza, dedicata invece a sant'Anna, contiene il sepolcro dell'arcivescovo di Lecce Francesco Minerva (1904-2004). Sul braccio sinistro della croce latina sono presenti altre due cappelle: quella del SS. Sacramento (frontale rispetto all'ingresso), contenente la statua del Sacro Cuore e l'altra di san Giuseppe, all'estrema sinistra.
Il presbiterio presenta l'altare maggiore con ciborio, posto su una base di marmo con tre gradini, sormontato da un baldacchino sorretto da quattro colonne di marmo rosso con capitelli corinzi a piramide ottagonale a due sezioni sorrette complessivamente da 48 colonnine dello stesso marmo, molto simile a quello presente nella basilica di San Nicola di Bari.
Imponente è anche l'ambone di marmo attribuito ad Acceptus (XI secolo), poggiato su quattro colonne ottagonali. In cima al pulpito dell'ambone vi è un leggio a forma di aquila, sempre in marmo.
Nei pressi dell'abside è posto il seggio episcopale, opera presumibilmente di Romualdo e commissionato dal vescovo Ursone (tra il 1080 e il 1089): di ispirazione bizantina, la cattedra è poggiata su due elefanti stilizzati ed ha alla base una lastra in bassorilievo a rappresentare due aquile.

### Organo a canne
Sulla cantoria in controfacciata, si trova l'organo a canne, costruito da Pacifico Inzoli nel 1913 e restaurato nel 2006 dai suoi eredi. Lo strumento, a trasmissione pneumatica, ha due tastiere di 58 note ciascuna ed una pedaliera retta di 27.

## Curiosità
- Nel 2015, durante dei lavori di ristrutturazione, si è ipotizzato che un dipinto (raffigurante San Guglielmo da Vercelli, San Benedetto e la Vergine Maria) la cui cornice indicava l'anno 1863 potrebbe essere in realtà molto più antico. Da ricerche archivistiche effettuate presso l'archivio di Montevergine è emerso che la tela potrebbe essere parte di un lascito legato a "possedimenti benedettini del Monastero di Montevergine a Canosa". Dal "Regesto delle Pergamene" (con estratti dei "Registri Angioini") del 1279 si fa menzione che vi erano alcune terre nel bosco di Canosa legate al Monastero di Montevergine.[9]